# Обелиск на града герой Ленинград
Обелискът на града герой Ленинград (на руски: Обелиск Городу-герою Ленинграду) е паметник във формата на обелиск, разположен на Площада на въстанието в Санкт Петербург, Русия, известен като Ленинград от 1924 до 1991 г. Той е инсталиран в Деня на победата през май 1985 г. в чест на четиридесетата годишнина от победата на Червената армия във Великата отечествена война. Паметникът е проектиран от архитектите Владимир Лукянов и А. И. Алимов.
Обелискът „Град герой“ е с петоъгълна форма; напречното му сечение е във формата на звезда. В долната си част обелискът е обграден с бронзов венец, покриващ съединението на двата монолита. Паметникът е украсен с бронзови релефи, посветени на героичната отбрана на Ленинград, а на върха му блести златна звезда. След Александровската колона това е най-високият каменен паметник в Санкт Петербург.
Когато съветските сили най-накрая вдигат обсадата през януари 1944 г., над един милион жители на Ленинград са починали от глад, изтощение и германски обстрел. 300 000 войници са загинали при отбраната и освобождението на Ленинград. Ленинград е удостоен със званието Град герой през 1945 г., като е първият град, получил това отличие.
Монтирането на обелиска изисква висококвалифицирани строители и монтажници. За направата на тялото на паметника е избран сив гранит, наподобяващ цвета на войнишка ватенка. Скалата е добита от кариера на находището „Възраждане“  близо до град Виборг. На 6 ноември 1983 г. монолит с тегло 2200 тона е отделен от изходната скала с помощта на контролирана експлозия. На място са извършени довършителните щрихи и полирането на гранита. В началото на април 1985 г. обелискът, увенчан със „Златната звезда“, е монтиран на пиедестала си.

## Основни размери
Общата височина на обелиска е 36 метра. Състои се от увенчан връх и централен ствол с височина 22,5 метра, еверс и звезда – 4,5 м, и основа – 9 м. Основата му е с диаметър 3,5 метра и ширина 9 метра. Общата маса на паметника е приблизително 390 тона. Общата маса на паметника с основата е 750 тона. Диаметърът на бронзовите венци е 4,5 метра, а този на Златната звезда на върха му, която е изработена от неръждаема стомана, е 1,8 метра.